# Anne Tedlock Brooks
Anne Tedlock Brooks (1905, Columbus, Kansas -1980), foi uma escritora americana de romances para jovens. Brooks estudou no Kansas State Teachers College, na Universidade de Oregon, e na Universidade de São Francisco. Ela também publicou sob o pseudônimo  Ann Carter e Cynthia Millburn. Ela e seu marido Mark L. Brooks tiveram um filho Markus William Brooks já falecido.

## Lista de livros
| nº | Título em Português | Título original                                                       | Tradutor(a)       | Coleção                  | Ano  |
| -- | ------------------- | --------------------------------------------------------------------- | ----------------- | ------------------------ | ---- |
| 01 | Arco sem flecha     | Bow without arrow (como Cynthia Millburn)                             | Isa Silveira Leal | Coleção Rosa - volume 48 | 1951 |
| 02 | Fumaça sobre o rio  | Smoke on the river                                                    | Nair Lacerda      | Coleção Rosa - volume 29 | 1952 |
| 03 | Sombra do passado   | (como Ann Carter)                                                     | Aldo Della Nina   | Coleção Rosa - volume 12 | 1954 |
| 04 |                     | Evergreen Girl                                                        |                   |                          | 1981 |
| 05 |                     | Fair sailing                                                          |                   |                          | 1948 |
| 06 |                     | Fire in the Wind                                                      |                   |                          | 1991 |
| 07 |                     | Holiday Cove                                                          |                   |                          | 1962 |
| 08 |                     | Centennial summer'                                                    |                   |                          | 1960 |
| 09 |                     | Island neighbor                                                       |                   |                          | 1991 |
| 10 |                     | Once upon a cruise                                                    |                   |                          | 1979 |
| 11 |                     | One enchanted summer                                                  |                   |                          | 1990 |
| 12 |                     | Point virtue                                                          |                   |                          | 1979 |
| 13 |                     | Romance at holiday cove                                               |                   |                          | 1962 |
| 14 |                     | The singing fiddles, A story of the Jason Lee mission in early Oregon |                   |                          | 1950 |
| 15 |                     | The gay young blade                                                   |                   |                          |      |
| 17 |                     | Paddlewheels churning - A tale of Old Missouri                        |                   |                          | 1942 |
| 16 |                     | This side of heaven                                                   |                   |                          | 1943 |
| 17 |                     | Undertow                                                              |                   |                          | 1943 |
| 18 |                     | Tanks angel (como Cynthia Millburn)                                   |                   |                          | 1946 |
| 18 |                     | White Camellias                                                       |                   |                          | 1993 |
| 19 |                     | Spin a dream (como Cynthia Millburn)                                  |                   |                          | 1962 |